# Fonds européen d'investissement
Pour les articles homonymes, voir EIF (homonymie) et FEI.
Le Fonds européen d'investissement ou FEI (en anglais, European Investment Fund ou EIF), créé en 1994, est la filiale de la Banque européenne d'investissement (BEI) spécialisée dans l'amélioration de la croissance économique et la réduction du chômage dans l'Union européenne. Le FEI soutient notamment les PME (petites et moyennes entreprises) par l'apport de fonds propres à des fonds de capital risque ou par des accords avec les banques finançant des PME.

## Composition et fonctionnement
Le fonctionnement du FEI est basé sur un partenariat entre la Banque européenne d'investissement, la Commission européenne, et des institutions financières des différents états membres de l'Union européenne.
Il est composé :
- d'une Assemblée générale des actionnaires ;
- d'un Comité financier ;
- d'un Conseil de surveillance.

## Domaine d'intervention
L'action du FEI s'étend aux 27 pays membres de l'Union européenne, en Turquie et dans trois pays appartenant à l'Association européenne de libre-échange (Norvège, Islande, Liechtenstein).
Il intervient principalement pour soutenir les PME du secteur de l'industrie et du commerce.